# HMS New Zealand (1911)
HMS New Zealand byl bitevní křižník třídy Indefatigable, patřící k britskému Královskému námořnictvu. Zúčastnil se první světové války a bojoval například v první bitvě u Helgolandské zátoky, v bitvě u Dogger Banku a v bitvě u Jutska. Nakonec byl 19. prosince 1922 prodán k sešrotování.

## Konstrukce a stavba

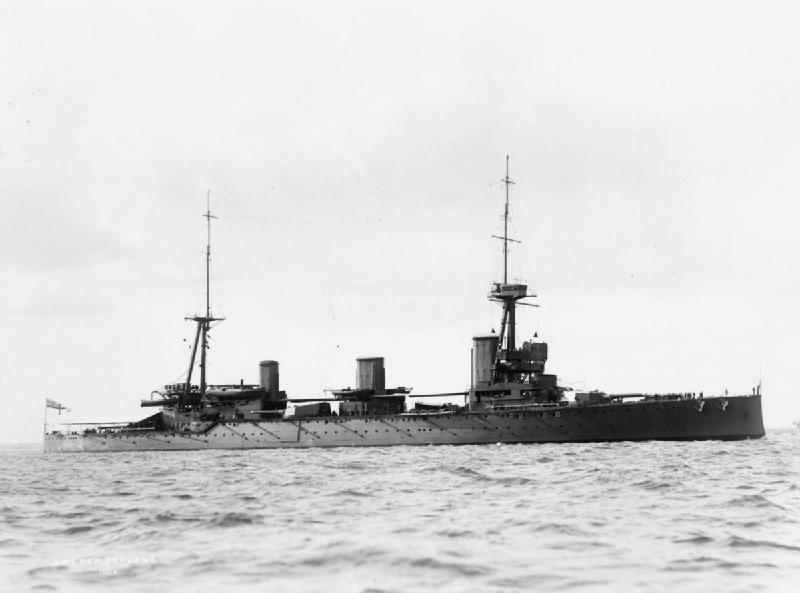
New Zealand

Bitevní křižníky třídy Indefatigable byly stavěny tak, aby odstranily hlavní nedostatky předchozí třídy Invincible. Lodě třídy Indefatigable byly menší, ale i přes vylepšení nedostatků byl první křižník této třídy, HMS Indefatigable, horší než nejstarší německý bitevní křižník SMS Von der Tann. Britskému velení se před stavbou HMS New Zealand a jeho sesterské lodě HMAS Australia podařilo získat o tomto německém bitevním křižníku množství informací, které mohly na nově konstruovaných lodích aplikovat. Délka New Zealandu dosahovala téměř 180 metrů, šířky 24,4 metru a jeho ponor dosahoval 8,2 metru. Loď poháněly čtyři hřídele firmy Parsons a 31 kotlů značky Babcock & Wilcox, které měly jako palivo uhlí (toho se na loď vešlo 3200 tun). Tento pohon dával lodi sílu 33 000 kW a rychlost 25 uzlů. Hlavní lodní výzbroj, osm 305mm kanónů, bylo umístěno ve čtyřech dvoudělových věžích. Sekundární výzbroj tvořilo šestnáct 102mm kanonů, umístěných v trupu lodi. Za války byl přidán jeden 57mm protiletadlový kanon a na loď byla umístěna protipožární ochrana. V roce 1918 byla na loď umístěna i dvě stíhací letadla Sopwith Pup sloužící k napadání německých zeppelinů a průzkumná letadla Sopwith 1½ Strutter.

## Služba

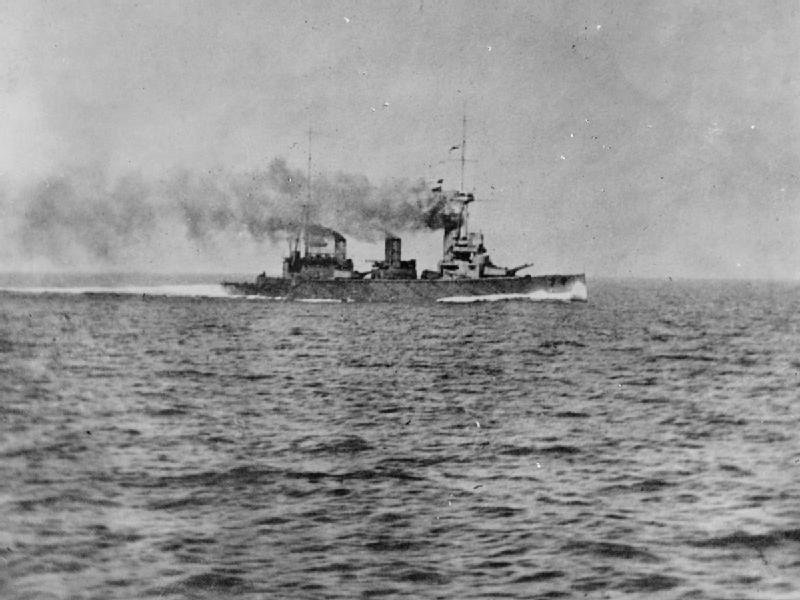
New Zealand během první bitvy u Helgolandské zátoky

### Před válkou
Ke slavnostnímu spuštění lodě na vodu došlo 1. července 1911 a již o rok později byla v aktivní službě. První akcí, kterou loď vykonala, bylo v roce 1913 „turné“ po britských koloniích (Nový Zéland, Jižní Afrika). Loď měla původně působit v Tichém oceánu, ale admiralita ji nakonec přiřadila k Home Fleet, konkrétně do první eskadry bitevních křižníků. Krátce před válkou však došlo k jejímu převelení ke druhé eskadře bitevních křižníků.

### První bitva u Helgolandské zátoky
Křižník se zúčastnil první námořní bitvy první světové války, dne 28. srpna 1914, a to jako součást svazu, jemuž velel sir David Beatty. Ten na své vlajkové lodi HMS Lion postřehl nebezpečí hrozící torpédoborcům a lehkým křižníkům, které dostal za úkol chránit, a vydal se jim na pomoc. Zatímco sir Beatty a jeho lodě bojovaly, ukázala se první nevýhoda New Zealandu. Křižníkům vůbec nestačil, a tak se celou dobu nemohl účinně dostat do boje. V čase 01:10 dal Beatty příkaz k návratu do Británie, aniž by se New Zealandu podařil jediný zásah.

### Bitva u Dogger Banku
New Zealand se před touto bitvou podílel na pokusu o zastižení německé eskadry, která ostřelovala britská města Scarborough, Hartlepool a Whitby a stal se vlajkovou lodí druhé eskadry bitevních křižníků. Dne 23. ledna 1915 proběhla bitva u Dogger Banku, v níž se New Zealand uplatnil podobně jako v předchozí bitvě u Helgolandské zátoky. Hned zpočátku, i s lodí HMS Indomitable, začal zaostávat za novějšími bitevními křižníky. Během bitvy nedocílil mnoha zásahů. Jen ke konci bitvy nastřílel do obrněného německého křižníku SMS Blücher ohromné množství salv, ale k potopení tohoto německého plavidla došlo až vlivem zásahu torpédem vypáleným lehkým křižníkem HMS Arethusa. Po této bitvě se loď New Zealand srazila se svou sesterskou lodí Australia a musela být odeslána do doků k opravě.

### Bitva u Jutska

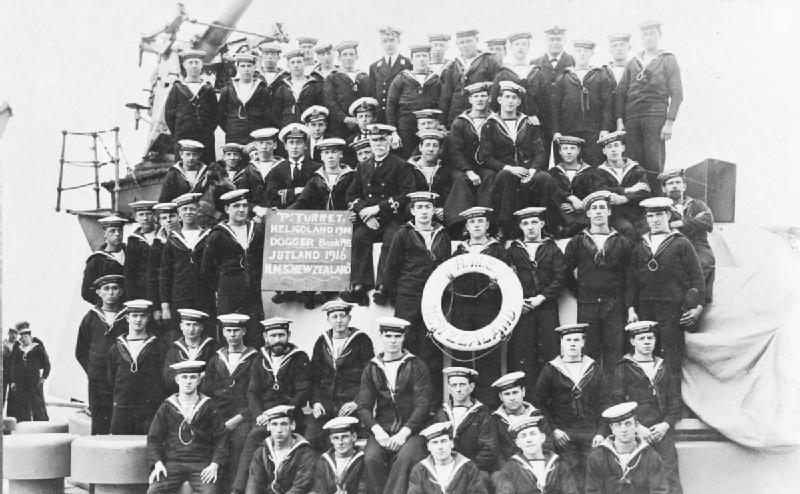
Posádka New Zealandu po bitvě u Jutska

Dne 31. května 1916 pod velením admirála Williama Christophera Pakenhama, se New Zealand blížil společně s britským svazem lodí do prostoru, kde se měla odehrát bitva u Jutska, tedy největší námořní bitva první světové války. Obě loďstva se střetla zhruba v čase 15:45 a New Zealand sehrál v této bitvě důležitou roli. Jako první totiž podle pokynů Beattyho zahájil palbu na německý křižník Von der Tann. Německá loď tuto palbu opětovala a ač zasáhla dělovou věž, nezpůsobila ji vážné škody. Beatty poté nařídil obrat, který ovšem New Zealand zahájil příliš brzy, takže vybočil z linie a začal se vzdalovat od bojiště. Následně loď zahájila palbu na německou bitevní loď SMS Prinzregent Luitpold, ale žádná z jeho střel tuto německou loď netrefila. Poslední loď, na kterou vedl New Zealand palbu, byl bitevní křižník SMS Seydlitz, jemuž uštědřil tři zásahy. Celkově v této bitvě vystřílel New Zealand 480 granátů (nejvíce ze všech britských lodí), ale docílil jen pěti zásahů (3× SMS Seydlitz, 1× SMS Schleswig-Holstein a 1× SMS Von der Tann).

### Zbytek války

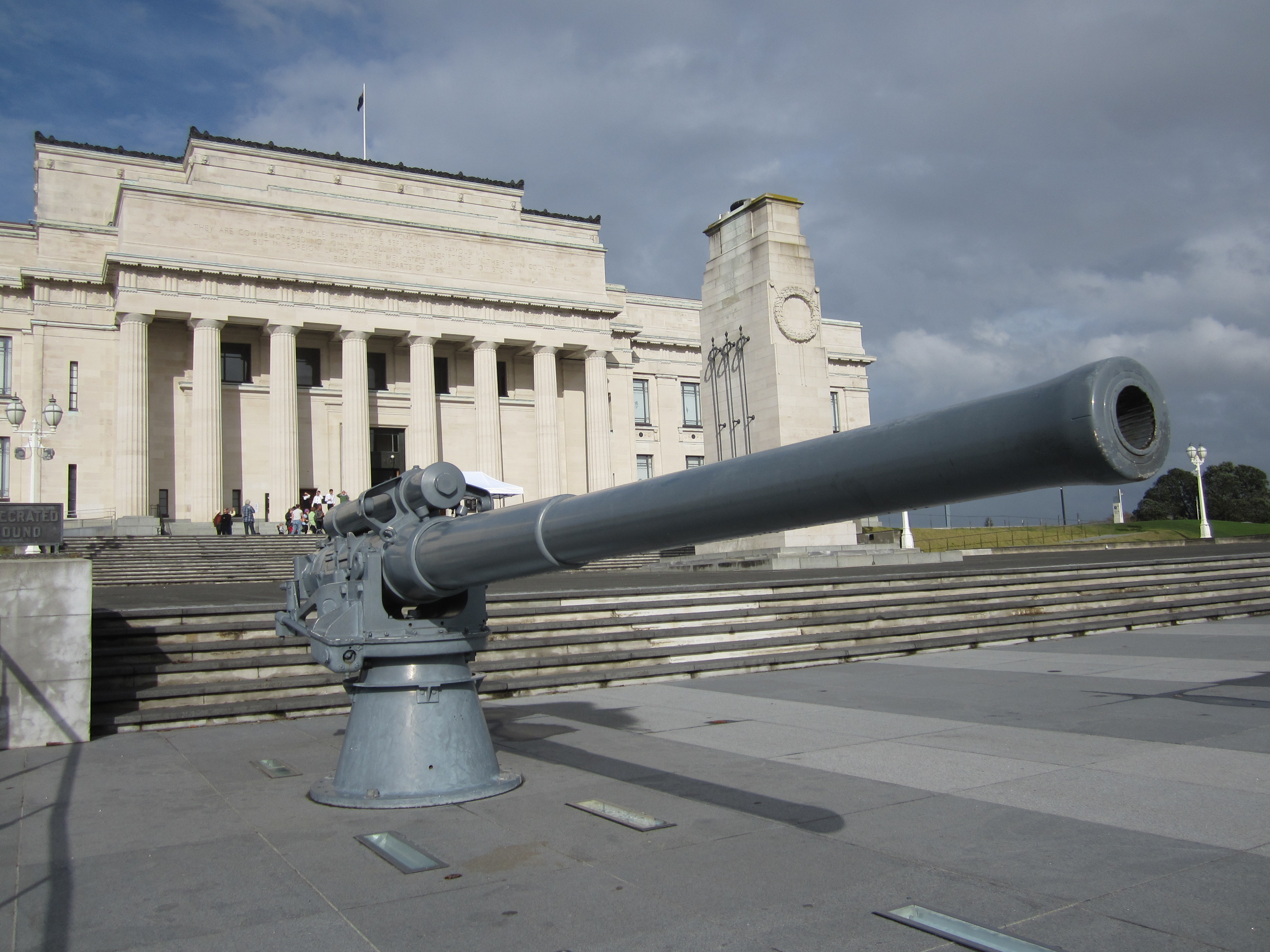
305mm kanón New Zealandu vystavený před muzeem v Aucklandu

Po bitvě u Jutska byl křižník opravován v Rosythu. Následně se zúčastnil nepovedené akce v srpnu, která byla namířena proti německému hlavnímu loďstvu. Po zbytek války loď nezažila moc bojových akcí, výjimkou byla druhá bitva u Helgolandské zátoky, ve které však New Zealand nevypálil ani jednu salvu. V závěru války (v roce 1918) sloužil k ochraně konvojů plujících z Velké Británie do Norska.

### Po válce
Po válce loď vyplula na další „turné“ pod velením sira Johna Jellicoa. Cestou navštívila Austrálii, Nový Zéland (kde byl křižník kvůli svému jménu velice oblíbený), Fidži a Havaj. Po návratu do Velké Británie byl New Zealand dne 15. března převelen do rezervy. Dne 19. prosince 1922 byl křižník prodán k sešrotování. Stalo se tak kvůli omezení lodní tonáže stanovené britskému námořnictvu Washingtonskou námořní konferencí.